# Omobranchus robertsi
Omobranchus robertsi är en fiskart som beskrevs av Springer, 1981. Omobranchus robertsi ingår i släktet Omobranchus och familjen Blenniidae. Inga underarter finns listade i Catalogue of Life.